# Ocamo
Ocamo je rijeka u Venezueli. Pritoka je rijeke Orinoco.